# 萨克森-科堡-哥达王朝
薩克森-科堡-哥達王朝（德語：Sachsen-Coburg und Gotha）是一個源自德国，曾經統治萨克森-科堡-哥达公国（1826年-1918年）、比利时（1831年起）、葡萄牙王國（1837年-1910年）、保加利亞親王國（1887年-1908年） / 保加利亞王國（1908年-1946年）和英国（1901年-1917年）的王室。

## 起源
薩克森-科堡-哥達王朝的父系祖先為韦廷王朝。韦廷王朝起源於現在德國萨克森-安哈尔特州的韋廷鎮，由當時的邁森藩侯（Markgraf von Meißen）創立於1089年。
1675年，恩內斯坦-韋廷王朝的首領，薩克森-哥达公爵虔誠的恩斯特一世逝世，公國在1680年被他的七個兒子瓜分。而其小兒子約翰·恩斯特繼承了萨克森-萨尔费尔德公国。而恩內斯坦-韋廷王朝的另外兩個公國，萨克森-科堡（Sachsen-Coburg）和萨克森-哥达-阿尔滕堡（Sachsen-Gotha-Altenburg）陸續於1699年和1825年絕嗣，萨尔费尔德分支成員隨即繼承了這些公國。而萨克森-科堡-萨尔费尔德公爵恩斯特三世於1826年將公國整合為薩克森-科堡-哥達公國，並將王朝名字由恩內斯坦-韋廷改為薩克森-科堡-哥達。

## 萨克森-科堡-哥达公爵
该王室對公國的統治一直維持到1918年11月18日，公国的工兵代表苏维埃推翻了该公國。哥達在1920年被併入圖林根州，薩克森-科堡則被併入了巴伐利亚州，家族頭銜改稱親王。

### 公爵列表
- 恩斯特一世，1826年-1844年
- 恩斯特二世，1844年-1893年
- 阿爾弗雷德，1893年-1900年
- 卡爾·愛德華，1900年-1918年

### 1918年以来家族首领
- 卡爾·愛德華，1918年-1954年
- 弗里德里克·約賽亞斯王子，1954年-1998年
- 安德列阿斯王子，1998年-2025年
- 胡贝图斯王子，2025年-

## 比利时国王

比利时的萨克森-科堡-哥达王朝王徽

1830年受到法国七月革命影响，比利时爆发革命。初期比利時人嘗試要求脫離荷蘭，加入法國。但歐洲列強擔憂法國再次強大而極力支持荷蘭。最後英國提出折衷方案，讓比利時成為獨立國家，並以英國前任駙馬，薩克森-科堡-哥達公爵恩斯特一世的弟弟，利奥波德親王成為比利時國王。比利時議會於1830年10月4日通過議案，接受該建議。利奥波德親王於1831年7月21日正式宣誓就任為比利時人之王，是為利奥波德一世。

### 君主列表
| 圖片 | 稱號                                      | 統治始於       | 統治終於       |
| ---- | ----------------------------------------- | -------------- | -------------- |
|      | 利奥波德一世 Léopold Ier Leopold I        | 1831年7月21日  | 1865年12月10日 |
|      | 利奥波德二世 Léopold II Leopold II        | 1865年12月10日 | 1909年12月17日 |
|      | 阿尔贝一世 Albert Ier Albert I            | 1909年12月23日 | 1934年2月17日  |
|      | 利奥波德三世 Leopold III Léopold III      | 1934年2月23日  | 1951年7月16日  |
|      | 博杜安 Baudouin Ier Boudewijn I Baldwin I | 1951年7月17日  | 1993年7月31日  |
|      | 阿尔贝二世 Albert II                      | 1993年8月9日   | 2013年7月21日  |
|      | 菲利普 Philippe Filip                     | 2013年7月21日  | 现任           |

## 葡萄牙国王

葡萄牙女王瑪麗亞二世王徽

1836年1月1日，薩克森-科堡-哥達公爵恩斯特一世的侄子，斐迪南親王與葡萄牙女王瑪麗亞二世結婚，並於次年，他們的長子佩德羅五世出生後，和妻子并列為王称斐迪南二世。自此開始了薩克森-科堡-哥達王朝在葡萄牙共5代君主的統治，直至1910年10月5日被葡萄牙第一共和國取代為止。

### 君主列表
| 圖片 | 稱號                   | 統治始於       | 統治終於       |
| ---- | ---------------------- | -------------- | -------------- |
|      | 斐迪南二世 Fernando II | 1837年9月16日  | 1853年11月15日 |
|      | 佩德羅五世 Pedro V     | 1853年11月15日 | 1861年11月11日 |
|      | 路易斯一世 Luís I      | 1861年11月11日 | 1889年10月19日 |
|      | 卡洛斯一世 Carlos I    | 1889年10月19日 | 1908年2月1日   |
|      | 曼努埃尔二世 Manuel II | 1908年2月1日   | 1910年10月5日  |

## 保加利亞親王/沙皇
1887年7月7日，萨克森-科堡-哥达公爵恩斯特一世的姪孫斐迪南親王，被選為保加利亞親王。此時保加利亞剛脫離奥斯曼帝国的統治，獲得自治地位。而保加利亞在1908年9月22日宣佈恢復獨立，斐迪南改稱為保加利亞沙皇。薩克森—科堡-哥達王朝在保加利亞的統治經歷3代，直至1946年保加利亞全民公投廢除君主制為止。

### 君主列表
| 圖片 | 稱號                               | 統治始於      | 統治終於      |
| ---- | ---------------------------------- | ------------- | ------------- |
| 亲王 |                                    |               |               |
|      | 斐迪南一世 Фердинанд I Ferdinand I | 1887年8月14日 | 1908年10月5日 |
| 沙皇 |                                    |               |               |
|      | 斐迪南一世 Фердинанд I Ferdinand I | 1908年10月5日 | 1918年10月3日 |
|      | 鲍里斯三世 Борис III Boris III     | 1918年10月3日 | 1943年8月28日 |
|      | 西美昂二世 Симеон II Simeon II     | 1943年8月28日 | 1946年9月15日 |

## 英国国王

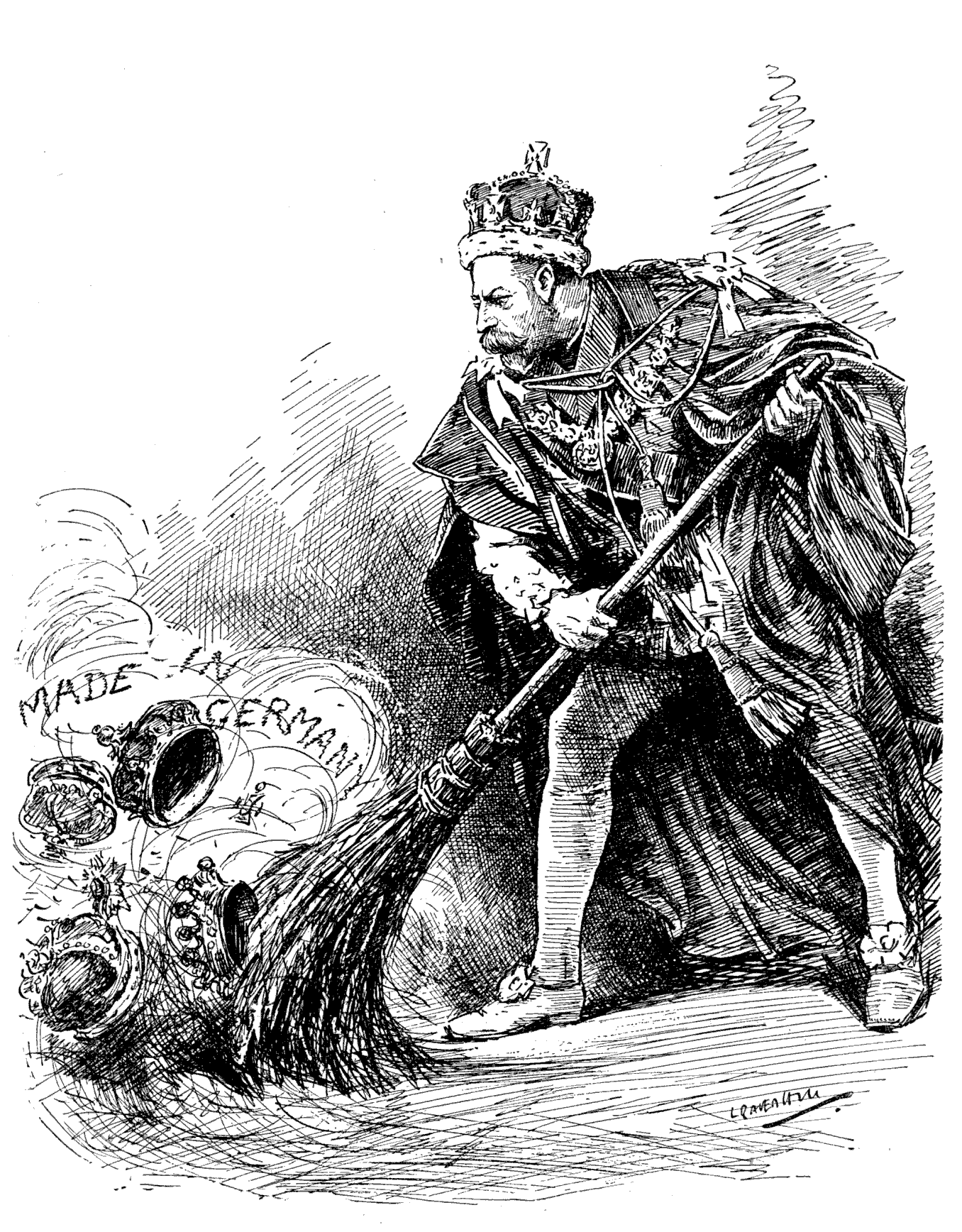
「明智的切割」
圖：英王乔治五世於第一次世界大戰時，與德國斷交並開戰；為畫清界線、安撫民心並鞏固國內的民族主義，英王乔治五世毅然改朝換姓，改易英國王室所有和德國有關係的姓氏及頭銜。取自西元1917年6月27日的Punch雜誌第152期漫畫，註腳稱英國王室改姓氏為溫莎。

萨克森-科堡-哥达家族和英国汉诺威家族有三次联姻。首先比利时国王利奥波德一世于1816年5月当上英王喬治四世之女威尔士的夏洛特·奥古斯塔公主的駙馬。但她不幸于1817年11月因難產而死。接着他促成孀居的姐姐維多利亞公主於1818年再嫁，对象就是亡妻夏洛特的四叔爱德华王子，次年就产下两人唯一的孩子，也就是后来的维多利亚女王。最后他極力撮合外甥女维多利亚女王和自己的侄子，大哥恩斯特一世的次子阿尔伯特亲王的婚事。在后者的不断拖延下，两表姐弟终於在1840年2月10日成婚。1901年1月22日维多利亚女王驾崩，英王爱德华七世成为第一位来自萨克森-科堡-哥达王朝的英国君主。此王朝在英國僅傳了两代，直到英王乔治五世因第一次世界大战在英国造成的反德情绪於1917年7月17日下詔改姓溫莎為止。

### 君主列表
| 圖片 | 稱號                  | 統治始於      | 統治終於      |
| ---- | --------------------- | ------------- | ------------- |
|      | 爱德华七世 Edward VII | 1901年1月22日 | 1910年5月6日  |
|      | 乔治五世 George V     | 1910年5月6日  | 1936年1月20日 |

## 王朝名称
萨克森-科堡-哥达王朝先后成为欧洲多个君主国的王室，在这些国家的官方语言里，王朝名称拼写也略有不同。
萨克森-科堡-哥达公国
- 德語：

比利时
- 法語：
- 荷蘭語：
- 德語：

葡萄牙王國
- 葡萄牙語：

保加利亚亲王国／保加利亞王國
- 保加利亞語： 或 保加利亞語：
- 拉丁轉寫：Saks-koburg-gota 或 Sakskoburggotski

英国
- 英語：（正式）或 英語：（通稱）[2]

## 家谱
1. 薩克森-科堡-薩爾菲爾德公爵弗朗茨
  1. 薩克森-科堡-哥達公爵恩斯特一世
    1. 薩克森-科堡-哥達公爵恩斯特二世
    2. 薩克森-科堡-哥達的阿爾伯特親王
      1. 英國的維多利亞長公主
      2. 英國國王愛德華七世
        1. 克拉倫斯和阿文代爾公爵阿爾伯特·維克托王子
        2. 英國國王喬治五世
          1. 溫莎王朝

        3. 英國的路易絲長公主
        4. 英國的維多利亞公主
        5. 威爾士的莫德公主

      3. 英國的愛麗絲公主
      4. 薩克森-科堡-哥達公爵阿爾弗雷德一世
        1. 薩克森-科堡-哥達的阿爾弗雷德王儲
        2. 愛丁堡的瑪麗公主
        3. 薩克森-科堡-哥達的维多利亚·梅麗塔公主
        4. 薩克森-科堡-哥達的亞曆山德拉公主
        5. 薩克森-科堡-哥達的貝阿特麗絲公主

      5. 英國的海倫娜公主
      6. 英國的路易絲公主
      7. 康诺特和斯特拉森公爵亞瑟王子
        1. 康諾特的瑪格麗特公主
        2. 康諾特的亚瑟王子
          1. 康諾特和斯特拉森公爵阿萊斯泰爾·溫莎

        3. 康諾特的帕特麗西婭公主

      8. 奧爾巴尼公爵利奧波德王子
        1. 奧爾巴尼的愛麗絲公主
        2. 薩克森-科堡-哥達公爵卡爾·愛德華
          1. 薩克森-科堡-哥達的約翰·利奧波德王儲
            1. 薩克森-科堡-哥達公主瑪麗安娜
            2. 薩克森-科堡-哥達王子恩斯特·利奧波德
              1. 薩克森-科堡-哥達王子胡貝圖斯
                1. 薩克森-科堡-哥達王子塞巴斯蒂安

              2. 薩克森-科堡-哥達公主維多利亞
              3. 薩克森-科堡-哥達王子恩斯特-喬西亞斯
                1. 薩克森-科堡-哥達公主索菲亞

              4. 薩克森-科堡-哥達王子卡爾·愛德華
                1. 薩克森-科堡-哥達公主艾米莉亞
                2. 薩克森-科堡-哥達公主約翰娜

              5. 薩克森-科堡-哥達王子斐迪南-克裡斯蒂安
                1. 薩克森-科堡-哥達王子尼古拉斯

              6. 薩克森-科堡-哥達公主愛麗絲-施比拉

            3. 薩克森-科堡-哥達王子彼得
              1. 薩克森-科堡-哥達王子彼得
                1. 薩克森-科堡-哥達王子馬爾特

              2. 薩克森-科堡-哥達王子馬爾特·格奧爾格

          2. 薩克森-科堡-哥達的施比拉公主
          3. 薩克森-科堡-哥達的胡貝圖斯王子
          4. 薩克森-科堡-哥達的卡洛琳·瑪蒂爾達公主
          5. 薩克森-科堡-哥達的弗里德里希·约西亚斯親王
            1. 薩克森-科堡-哥達的安德里亞斯親王
              1. 薩克森-科堡-哥達的史蒂芬妮公主
              2. 薩克森-科堡-哥達的胡貝圖斯王儲
                1. 薩克森-科堡-哥達的凯瑟琳娜公主
                2. 薩克森-科堡-哥達的菲利普王子
                3. 薩克森-科堡-哥達的瑪德琳公主

              3. 薩克森-科堡-哥達的亞歷山大王子

            2. 薩克森-科堡-哥達的瑪麗亞公主
            3. 薩克森-科堡-哥達的貝亞特麗斯公主
            4. 薩克森-科堡-哥達的亞德裡安王子
              1. 薩克森-科堡-哥達的西蒙王子
              2. 薩克森-科堡-哥達的丹尼爾王子

      9. 英國的貝亞特麗斯公主

  2. 薩克森-科堡-哥達的斐迪南王子
    1. 葡萄牙國王費爾南多二世
      1. 葡萄牙國王佩德羅五世
      2. 葡萄牙國王路易斯一世
        1. 葡萄牙國王卡洛斯一世
          1. 葡萄牙皇家親王路易斯·費利佩王儲
          2. 葡萄牙國王曼努埃爾二世

        2. 波多公爵阿方索王子

      3. 貝雅公爵若昂王子
      4. 葡萄牙的瑪麗亞·安娜公主
      5. 葡萄牙的安東妮亞公主
      6. 葡萄牙的費爾南多王子
      7. 科英布拉公爵奧古斯多王子

    2. 薩克森-科堡-哥達的奧古斯特王子